# Guidong Chengguanzhen (häradshuvudort i Kina, Hunan Sheng, lat 26,08, long 113,94)
Guidong Chengguanzhen (kinesiska: 桂东城关镇, 桂东县) är en häradshuvudort i Kina. Den ligger i provinsen Hunan, i den södra delen av landet, omkring 250 kilometer söder om provinshuvudstaden Changsha. Antalet invånare är 226 562. Befolkningen består av 105 425 kvinnor och 121 137 män. Barn under 15 år utgör 16,0 %, vuxna 15-64 år 76 %, och äldre över 65 år 7,0 %.
Runt Guidong Chengguanzhen är det ganska tätbefolkat, med 120 invånare per kvadratkilometer. Det finns inga andra samhällen i närheten. I omgivningarna runt Guidong Chengguanzhen växer i huvudsak blandskog.
Genomsnittlig årsnederbörd är 1 939 millimeter. Den regnigaste månaden är augusti, med i genomsnitt 297 mm nederbörd, och den torraste är oktober, med 23 mm nederbörd.